# Fidena griseithorax
Fidena griseithorax är en tvåvingeart som beskrevs av Burger 2002. Fidena griseithorax ingår i släktet Fidena och familjen bromsar.
Artens utbredningsområde är Costa Rica. Inga underarter finns listade i Catalogue of Life.